# St. Martin (Bassenheim)

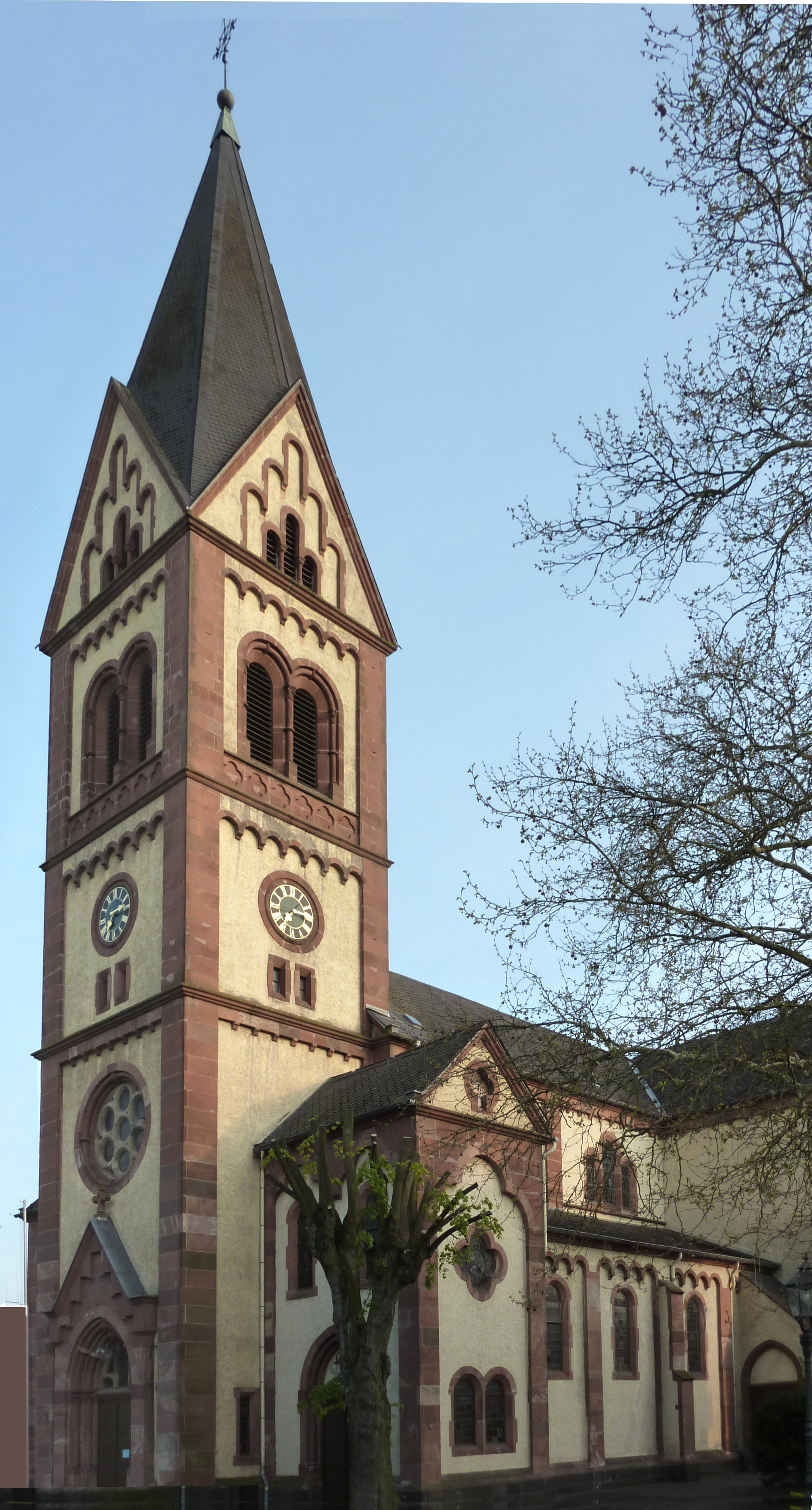
St. Martin in Bassenheim

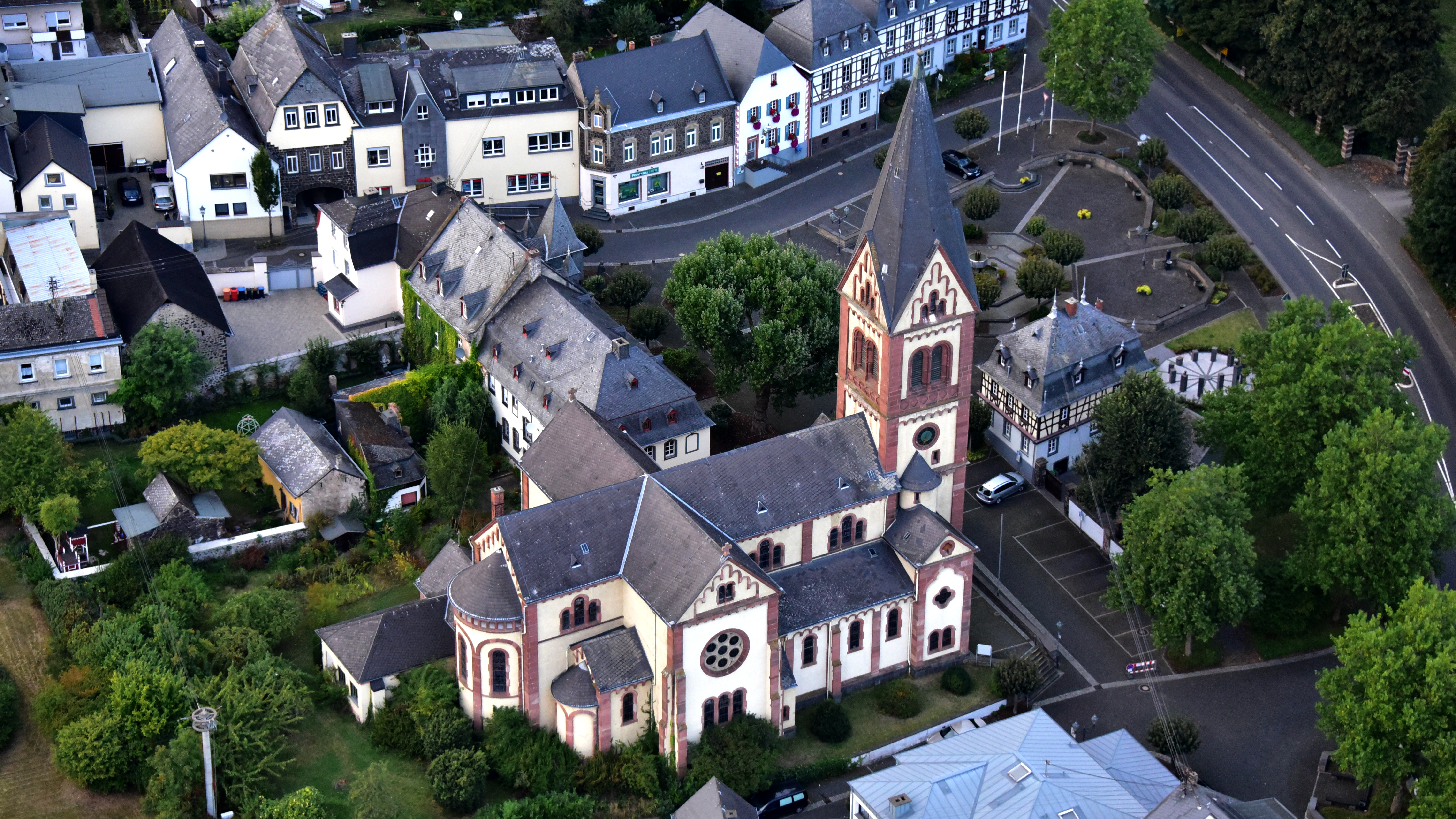
Luftaufnahme (2016)

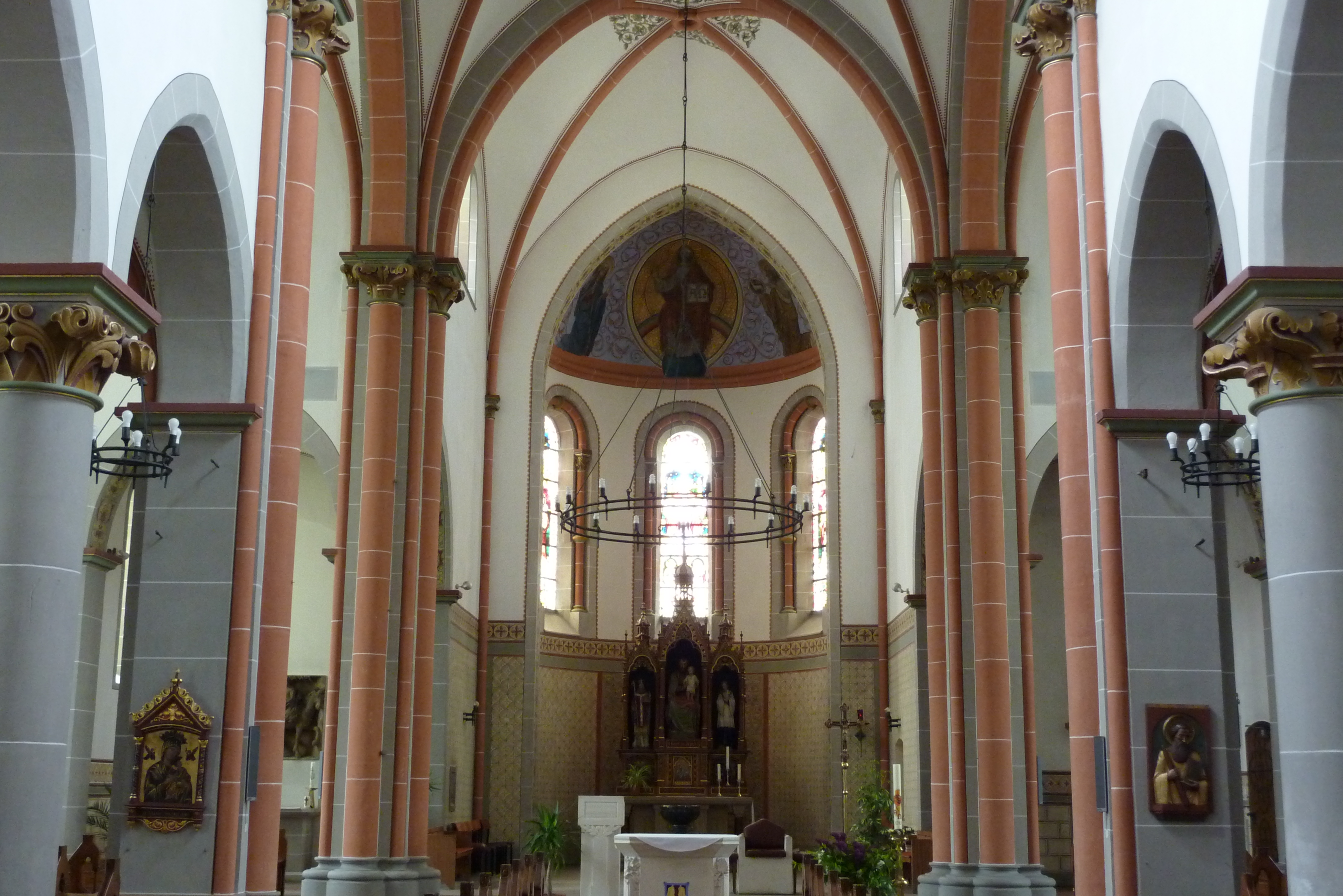
Innenansicht

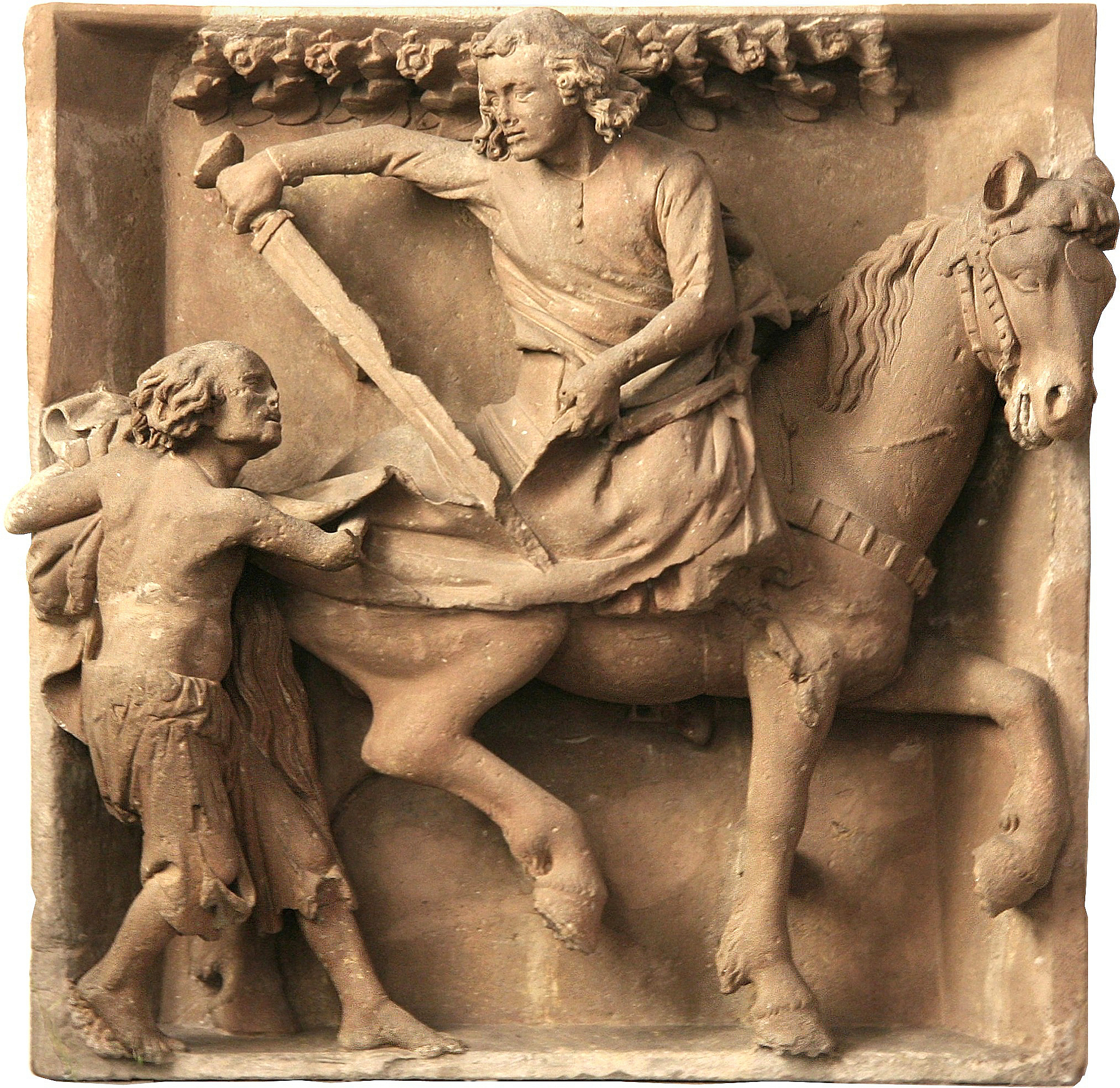
Der Bassenheimer Reiter

Die katholische Pfarrkirche St. Martin in Bassenheim, einer Ortsgemeinde im Landkreis Mayen-Koblenz in Rheinland-Pfalz, wurde von 1899 bis 1900 errichtet.

## Geschichte
Die barocke Vorgängerkirche war ein 1722 vollendeter Saalbau, der seit der Mitte des 19. Jahrhunderts für die wachsende Bevölkerung zu klein geworden war. Die Schenkung von 80.000 Mark durch Blanche Fauquet (1834–1911) machte den größeren Neubau möglich.
Im Jahr 1898 begann der Abriss der alten Kirche und an gleicher Stelle wurde nach den Plänen des Architekten Lambert von Fisenne die neuromanische Basilika errichtet.

## Architektur

### Außenbau
Die Grundsteinlegung des auf den alten Fundamenten errichteten Neubaus war am 26. April 1899. Am 15. November fand die Einweihung statt. Der kreuzförmige Bau mit halbrunder Apsis wird in seinen Wandflächen durch roten Sandstein gegliedert. Das Hauptschiff und die Seitenchöre haben Satteldächer, die Seitenschiffe Pultdächer. Dem linken Seitenchor ist eine halbrunde Apsis vorgeblendet. An der Nordfassade steht mittig der Turm mit dem Hauptportal und einem Pseudoquerschiff, in dem sich die Eingangshalle befindet. Über dem Portal ist ein siebenteiliges Radfenster.
Das Kirchenschiff und der Turm sind mit Rundbogenfriesen geschmückt. Die Treppen des Turms treten sichtbar als halbrunde Konchen hervor.

### Innenraum

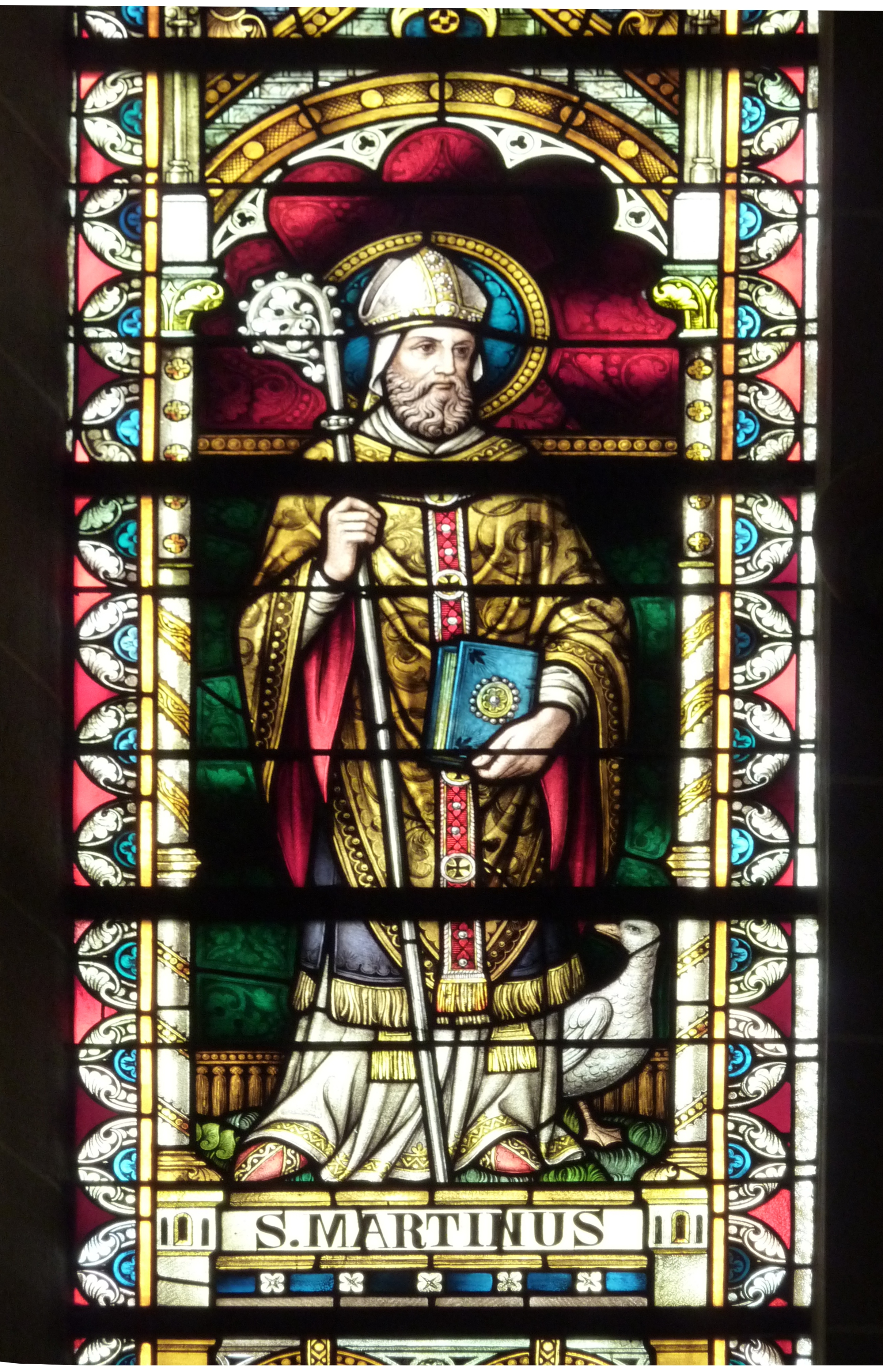
Fenster mit der Darstellung des heiligen Martin als Bischof

Die dreischiffige Basilika mit Querhaus erzeugt einen hellen Kirchenraum, der von sich abwechselnden Säulen und Pfeilern unterteilt wird. Das Mittelschiff hat zwei Joche und die halb so breiten Seitenschiffe haben vier Joche. Die Joche der Hauptachsen sind durch Spitzbögen voneinander getrennt und haben Kreuzrippengewölbe, die auf Eckkonsolen ruhen. Die Seitenschiffe haben Kreuzgratgewölbe.
Die Apsis wird durch drei Rundbogenfenster beleuchtet. Das mittlere zeigt einen Gnadenstuhl, das linke den hl. Petrus und das rechte den Schutzpatron Martin von Tours als Bischof. Die Fenster der Seitenschiffe zeigen florale Formen in Grautönen. In den Obergaden sind jeweils drei Fenster zusammengefasst, wobei das mittlere größer ist. In den mittleren Fenstern werden Heilige dargestellt. In den Querschiffen sind die siebenteiligen Radfenster hervorzuheben.
In der Kirche befindet sich der Bassenheimer Reiter, eine kunsthistorisch bedeutende frühgotische Darstellung des heiligen Martin von Tours. Das um 1240 für den Hohen Dom St. Martin zu Mainz geschaffene Relief kam durch den Domherrn Casimir Graf Waldbott von Bassenheim 1683 nach Bassenheim.

## Orgel
Auf der Nordempore steht der neuromanische Orgelprospekt. Die Orgel mit pneumatischer Traktur wurde 1902 von den Gebrüdern Gerhardt in Boppard mit 20 Registern auf zwei Manualen und Pedal gebaut. Sie ist Zeitzeugin der großen romantischen Komponisten Max Reger, Karg-Elert u. a. Die Disposition lautet:
| I Hauptwerk C–f3 |                       |     |
| 1.               | Bordun (ab c0)        | 16′ |
| 2.               | Principal             | 08′ |
| 3.               | Hohlflöte             | 08′ |
| 4.               | Gamba                 | 08′ |
| 5.               | Dolce                 | 08′ |
| 6.               | Oktav                 | 04′ |
| 7.               | Fugara                | 04′ |
| 8.               | Waldflöte             | 02′ |
| 9.               | Mixtur-Cornett II–III |     |
| 10.              | Trompete              | 08′ |

| II Unterwerk C–f3 |                 |    |
| 11.               | Geigenprincipal | 8′ |
| 12.               | Gedackt         | 8′ |
| 13.               | Salizional      | 8′ |
| 14.               | Vox celest      | 8′ |
| 15.               | Flöte           | 4′ |
| 16.               | Gemshorn        | 4′ |

| Pedal C–d1 |              |     |
| 17.        | Subbaß       | 16′ |
| 18.        | Violon       | 16′ |
| 19.        | Principalbaß | 08′ |
| 20.        | Cello        | 08′ |

- Koppeln: II/I, I/P, II/P

Superoktavkoppel: I/I (nicht ausgebaut)
- Spielhilfen: Tutti, Forte, Piano, Auslöser